# Ämari
Ämari är en småköping (estniska: alevik) i  Lääne-Harju kommun i landskapet Harjumaa i nordvästra Estland. Vid orten ligger den militära flygplatsen Ämari flygbas. Ämarie hade 542 invånare år 2011 och tillhörde Vasalemma kommun 1992-2017.
Herrgården i Ämari uppfördes på 1600-talet och tillhörde familjen von Tritthoff. Efter Sovjetunionens inmarsch på 1940-talet tog Röda armén över herrgården som förföll och idag är den i ruiner.